# Burmoniscus rakataensis
Burmoniscus rakataensis is een pissebed uit de familie Philosciidae. De wetenschappelijke naam van de soort is voor het eerst geldig gepubliceerd in 1990 door Green, Ferrara & Taiti.